# 유나이티드헬스그룹
유나이티드헬스 그룹(영어: UnitedHealth Group)은 미국의 의료 서비스 그룹이다. 미네소타주 미네통카에 본사를 둔 미국의 다국적 관리 의료 및 보험 회사이다. 건강 관리 제품 및 보험 서비스를 제공한다. 